# Боян Атанасов (дипломат)
Боян Василев Атанасов е български юрист, дипломат и преводач от английски, португалски и френски. 

## Биография
Роден е на 21 август 1909 година. Син е на генерал Васил Атанасов. Завършва право в Софийския университет. Работи като дипломат в Лондон, Париж, Лисабон и Вашингтон. По време на Втората световна война спомага за спасяването на евреи от лагерите на смъртта – като консул на българската легация във Виши през 1940 година организира изтеглянето и закрилата на голяма част от колонията българи и български евреи от Париж в България. Снабдява с паспорти еврейски семейства, бежанци от България – настанява ги в легацията и след две седмици трудни разговори с  германски институции успява да ги качи на три специални пътнически вагона за София.
Преводач е от английски, португалски и френски език. Превежда творби на Жоржи Амаду, Ърнест Хемингуей, Даниел Дефо, Уилям Фокнър, Волтер и други.
Женен е за Теодора Хаджимишева-Атанасова, потомка на бележития род Хаджимишеви от Македония, преводачка и университетска преподавателка. Имат трима сина: Богдан, Васил и Панчо.
Умира на 24 ноември 1997 година в София.